# Boussac, Creuse
Boussac (okcitansko Boçac) je naselje in občina v francoskem departmaju Creuse regije Limousin. Leta 2007 je naselje imelo 1.412 prebivalcev.

## Geografija
Kraj leži v pokrajini Marche ob reki Petite Creuse, 39 km severovzhodno od Guéreta.

## Uprava
Boussac je sedež istoimenskega kantona, v katerega so poleg njegove vključene še občine Bord-Saint-Georges, Boussac-Bourg, Bussière-Saint-Georges, Lavaufranche, Leyrat, Malleret-Boussac, Nouzerines, Soumans, Saint-Marien, Saint-Pierre-le-Bost, Saint-Silvain-Bas-le-Roc in Toulx-Sainte-Croix s 5.340 prebivalci.
Kanton Boussac je sestavni del okrožja Guéret.

## Zanimivosti
- grad Château de Boussac iz 15. stoletja, sedež gospostva Boussac,
  - ohranjene tapiserije Dame s samorogom (La Dame à la licorne), izdelane v Flandriji konec 15. stoletja, danes v Muzeju srednjega veka v Parizu.